# Need for Speed (film)
Need for Speed je akční film z roku 2014, který režíroval Scott Waugh podle předlohy od George a Johna Gatinsových. Jedná se o první filmovou adaptaci populární videoherní série Need for Speed od Electronic Arts.
Hlavní postavou je Tobey Marshall (Aaron Paul), který závodí aby pomstil smrt svého přítele. Film Need for Speed měl premiéru 14. března 2014 a je k dispozici i ve 3D.

## Příběh
Děj filmu začíná v tuningové garáži v Mount Kisco (stát New York) bývalého závodníka Tobeyho Marshalla, který zde zaměstnává několik přátel. Dílna však má po smrti jeho otce finanční problémy, tak si přátelé přivydělávají účastí v ilegálních automobilových závodech v ulicích města, kde aby se předešlo zbytečným nehodám a problémům s policií, Maverick přezdívaný Prášil (což nemá rád) monitoruje z malého práškovacího letadla dopravní situaci a vysílačkou informuje jezdce.
Jednoho dne před Tobeyho dílnou zastavil Mercedes-Benz SLR McLaren, z něhož vystoupil jeho dávný rival Dino Brewster. Přijel za ním s obchodní nabídkou: vytunit vzácný vůz slavného designéra Carrolla Shelbyho, Shelby Mustang, Tobey si ponechá 25 % částky, za kterou se auto prodá (ze zhruba 2 milionů USD). Tobey i přes námitky jeho přátel souhlasí s ohledem na špatnou finanční situaci. Po dokončení prací je Shelby Mustang představen na autosalonu, kde se Tobey s malým Petem, bratrem jeho bývalé a nyní Dinovy přítelkyně Anity (a při posledním závodu ve městě předpovídal Tobeymu, že vyhraje De Leon v krásné červené Ageře pod bílým majákem), dá do řeči se svéráznou dealerkou aut Julií Maddonovou, jež nevěří, že se auto prodá za 3 miliony USD pro maximální rychlost 370 km/h. Tobey další den sám auto na okruhu vyzkouší a tento limit dokonce ještě překoná. Shelby Mustang je tedy prodán klientovi Julie za 2,7 milionů USD.
Dino, jenž byl zprvu naštván, protože mu zakázal v Mustangu jet, pozve Tobeyho a malého Peta na výlet. Oba je vyhecuje k závodu k mostu přes mezistátní dálnici 684 ve třech ilegálně importovaných supersporťácích Koenigsegg Agera jeho strýce a pokud vyhrají, získají z prodeje Shelby Mustanga 75 %, a v případě prohry oni ztrácejí svých 25 %. Začala zuřivá jízda, kdy několikrát málem způsobili vážnou dopravní nehodu. Na konci závodu vedl Tobey a těsně za ním byl malý Pete a poslední byl Dino. Ten ve vysoké rychlosti narazil z úhlu do zádě Petovy Agery, jež vyletěla do vzduchu a po dopadu se převrátila ze silnice pod most, kde se vznítila. Zatímco Tobey ihned zastavil a zoufal si z Peteho smrti, Dino z místa okamžitě ujel. Tobey byl po vyšetření nehody uvězněn za neúmyslné zabití, protože neměl důkaz, že smrt Peteho způsobil Dino, jenž si mezitím sehnal svědky, kteří tvrdili, že na inkriminovaném místě tehdy vůbec nebyl.
O dva roky později byl Tobey podmínečně propuštěn z výkonu trestu a myslel na jediné: pomstít Petovu smrt. Kvůli tomu zavolal klientovi Julie s žádostí, aby mu půjčil svého Shelbyho Mustanga na tajný závod De Leon s tím, že mu věnuje polovinu výhry. S Prášilem ohlédl svou zpustlou dílnu, kde čekal na odpověď. Julie přijela v Shelbyho Mustangu a trvala na tom, že pojede také, protože její klient nesvěří své auto někomu, kdo je v podmínce a nemá na závod ani pozvánku. Museli se dostat do Kalifornie za 45 hodin, kde se měl De Leon konat, přičemž se Tobey snažil protivné blondýny neúspěšně zbavit zběsilou jízdou, na kterou je naváděl z letadélka Prášil. Už s předstihem vyjel doprovodný vůz v džípu, řízený Zvířetem, dalším kamarádem Tobeyho. Když Julie v autě v noci spala, zaslechla telefonát Tobeyho se Zvířetem, kdy ho ujišťoval, že nezapomene, proč to všechno dělá. Tehdy probuzené Julii, jež začínala chápat jeho motivy, prozradil, co se tehdy na té dálnici u mostu stalo.
Druhý den dopoledne v Detroitu vyzvedávali posledního člena party přátel, mechanika Finna, jenž byl zabraný do nové kancelářské práce ve skleněném mrakodrapu. Zde kvůli němu Tobey túrováním motoru upozornil tamní strážce zákona. Zvíře vyzval Finna, aby sledoval z okna jízdu Mustanga, který měl zřejmě nějaký defekt. Policisté se vydali Tobeyho pronásledovat, když jim odmítnul přeparkovat za roh, aby se podrobil silniční kontrole. Městem je navigoval Prášil, jenž si "vypůjčil" televizní helikoptéru. Když vypadala situace zle, rozhodl se Tobey k Juliiny zděšení pro koníka: katapultovat se travnatým náspem přes dálnici a za silnicí zmizel policii z dohledu. Tímto si Julii získal, hlavně když ji řekl, že policejní honičku vyprovokoval proto, aby si získal přízeň Krále (neboli starého DJe Monarcha, jenž je mnoha vlastníkům supersportů znám jako bývalý závodník, miliardář, pořadatel tajných závodů a fanatický obdivovatel supersportů a závodníků). Jak Tobey, tak Prášil z "vypůjčené" helikoptéry mu poslali na stránky jím vedené komunity závodníků nahrávku honičky s policií a koníka, což Král označil v přímém přenosu z jeho úřadovny v bílém majáku za "takovej nátěr," jaký už dlouho neviděl a usoudil, že toho Shelbyho Mustanga musí řídit jedině Tobey Marshall. Král odposlouchával policejní komunikaci, takže věděl, že s ním jede i jedna neznámá blondýna. Král v přenosu připomněl tu nehodu, při níž zemřel Pete, a kontaktoval Dina, jehož oslovoval Dino Bambino. Ten Králi řekl, že jen nechce, aby Tobey jel De Leon, a pak mu to položil s tím, že na něj čeká zákazník. Královi se to líbilo čím dál víc, načež se s ním spojila Julie, která mu rádiem vysvětlila, že věří, že je Tobey nevinný a řekla, ať si každý řekne, proč by porušoval svou podmínku a chtěl tak závodit, kdyby nechtěl dokázat svou nevinu. DJ Monarch byl jejím projevem ohromen a oficiálně Tobeyho pozval na De Leon, a poslal mu instrukce, kde bude zápis.
Mají však zpoždění. Dino dostal strach a nabídl své Lamborghini Sesto Elemento tomu, kdo Tobeyho odstraní. DJ Monarch je ohromený ještě více a oznamuje do éteru všem závodníkem, že toto je závod před závodem, kdy po Tobeyovi půjdou nejen policisté, ale i Dinovi hrdlořezové. K dalšímu konfliktu s policií došlo na benzínové stanici, kde na sebe zbytečně upozornila Julie, jež napadla policistu a utekla skokem z okna druhého patra. Povedlo se jim ho setřást. Julie se poté s Tobeyem vystřídala za jízdy za volantem, aby se on mohl vyspat. Na druhý den ráno už byli v Utahu, kde museli poprvé čelit Dinovým hrdlořezům, kteří je zezadu obklíčili džípy, které je měly natlačit do protijedoucích náklaďáků. Julie však na radu Tobeyho strhla řízení na polní cestu. Útočníci po Shelby Mustangu dokonce i stříleli, když tu se na scéně objevil Maverick alias Prášil. Nyní měl "vypůjčenou" helikoptéru Národní gardy a pomocí lan zachytil Shelby Mustanga, aby ho dostal i s oběma pasažéry do bezpečí na daleké Solné pláně Bonneville, kde čekali Finn se Zvířetem. Maverick, jemuž nyní uvěřili, že umí řídit helikoptéru Apache, byl však ihned poté dostižen stíhačkami letectva a donucen přistát, aby byl zatčen vojenskou policií za krádež helikoptéry.
Tobey s Julií nakonec dorazili do San Francisca se zhruba půlhodinovým zpožděním, přesto byl do závodu zapsán. Ihned poté však jejich auto zdemoloval před hotelem prudce vyjetý kamion jednoho z Dinových hrdlořezů. Tobey vyvázl jen s pár řeznými ranami od skla, ale Julii musel za pomocí přátel odvézt do nemocnice. Mezitím se Anita, přítelkyně Dina a sestra zesnulého malého Peta dověděla, co má její snoubenec za lubem a také co provedl, když poslouchala kanál Krále, když zval Tobeyho na závod. Prohledala Dinovi počítač a našla zajímavé skutečnosti. V noci se tajně setkala s Tobeyem. Předala mu kartu s číslem k zámku jedné garáže a také snubní prsten od Dina, že s ním končí.
Tobey v Dinově garáži našel to, co dlouho hledal, a to červenou Ageru, v níž Dino způsobil Petovi smrt. Stále byla od nárazu poškozená, tedy získal důkaz své neviny. Protože však byl Shelby Mustang totálně zničen (v angl. terminologii série Need for Speed: totaled), rozhodl se závodit v této Ageře, a pak navštívil Julii v nemocnici. Druhý den ráno dorazil přesně na devátou, skoro pozdě, aby svého nepřítele Dina jaksepatří pozdravil dotazem, jak se mu líbí jeho auto, které se určitě bude líbit i policii, a také mu oknem hodil Anitin snubní prsten. Do závodu startovali ještě čtyři další závodníci v autech GTA Spano, Bugatti Veyron, McLaren P1, Saleen S7. Postupně byli eliminováni vlastními chybami po srážkách a nehodách, jež mnohdy způsobila příliš horlivá policie, snažící se dopadnout závodníky. Závod ze svého sídla zuřivě komentoval nadšený Král (DJ Monarch), který ocenil, když se najednou ze závodu stal zápas jednoho na jednoho.
Zápas sledovali přes internet i Tobeyovi přátelé, Julie s poraněným ramenem z nemocnice i Maverick z vězení, kterému se podařilo přemluvit dozorkyni, aby ho nechala přes mříže sledovat závod na jejím tabletu. Těsně před koncem se Dino pokusil vytlačit Tobeyho ze silnice, ale ten schválně zpomalil a nechal se předjet a snad uvažoval, že Dina za smrt Peta sám zabije. Nakonec si to rozmyslel a začal Dina předjíždět zpět. Dinovi se nepovedl v zatáčce jeden manévr, narazil do stromku, jenž ho katapultoval ze silnice k okraji skály, kde se přetočil na střechu a auto se vznítilo. Tobey zastavil, vrátil se pro něj a vysvodobil ho z auta, které krátce na to vybuchlo. Dinovi dal pořádnou ránu pěstí za smrt Peta a posadil ho na zem, aby pak sám dokončil závod dříve, než na místo dorazí policisté. V cíli pod bílým majákem se Tobey nechal dobrovolně zatknout, stejně tak skončil v poutech i Dino, jehož dle komentáře Krále čekal dlouhý pobyt ve vězení za vraždu Peta, protože policie zajistila hlavní důkaz: červenou Ageru. Král též gratuloval Tobeymu k vítězství a ptal se, zda mu vůbec stál zisk důkazu jeho neviny za další pobyt ve vězení za účast v ilegálním závodě.
Po půl roce byl Tobey z vězení propuštěn. Přijela pro něj uzdravená Julie v novém červeném Fordu Mustang (šesté generace) a spolu odjeli pryč. Zamířili na radu svých přátel do Utahu, aby vyzvedli Mavericka, kterého toho dne též propustili z vězení za dobré chování, protože vedl pro své spoluvězně fitness kroužek.